# Alim Gadanow
Alim Gadanow (ur. 20 października 1983) – rosyjski judoka, złoty medalista mistrzostw Europy.
Na mistrzostwach Europy zdobył cztery medale, złoty (w 2012) i trzy brązowe (2008, 2009, 2011).